# Knockin' on Heaven's Door (nummer)
Knockin' on Heaven's Door (Aankloppen aan de hemelpoort) is een muzieknummer, geschreven door Bob Dylan. Het nummer werd in juli 1973 uitgebracht op het album Pat Garrett & Billy the Kid, de soundtrack van de gelijknamige film van Sam Peckinpah, waarvoor Dylan de muziek schreef en waarin hijzelf de rol speelt van "Alias".

## Achtergrond
Het is een rustig en langzaam countrynummer, uitgevoerd op akoestische gitaar, waarin de zanger in twee coupletten beschrijft hoe hij zich voelt (Het voelt alsof ik aanklop...). Het refrein is een herhaling van de titel (4 ×). De melodie wordt ondersteund door slechts vier akkoorden, te weten G, D, Am7 en C.
Het nummer komt terug op andere albums van Dylan:
- 1978 · Masterpieces
- 1985 · Biograph
- 1993 · The 30th Anniversary Concert Celebration (live-versie door Dylan met alle deelnemende artisten)
- 1994 · Bob Dylan's Greatest Hits Volume 3
- 1997 · Best Of Bob Dylan
- 2000 · The Essential Bob Dylan

De titel van het lied werd later zelf gebruikt voor een film. Knockin' on Heaven's Door is een film van de Duitse regisseur Thomas Jahn uit 1997, in het Duits, maar met Huub Stapel als "Frankie Beluga" en Rutger Hauer als "Curtiz".

## Covers
Het nummer is door zeer veel artiesten gecoverd. Grateful Dead, Bob Marley, Eric Clapton, Bon Jovi, Wyclef Jean, Seether, Cold Chisel, Television, The Stand, Avril Lavigne, Led Zeppelin, Warren Zevon, Randy Crawford, de Red Hot Chili Peppers, U2, Beau Jocque, Guns N' Roses en anderen hebben het incidenteel gespeeld of opgenomen in hun vaste repertoire, niet zelden in de oorspronkelijke versie, maar ook in muziekstijlen uiteenlopend van reggae en blues tot funk, rock, zydeco en zelfs rap. Pink Floyd verstopte de versie van Roger Waters in een exclusieve set van achttien cd's, A Tree Full of Secrets.
Het bekendst is ongetwijfeld de hardrockversie van Guns N' Roses (op het album Use Your Illusion II uit 1991), die het nummer onder meer speelde tijdens het Freddie Mercury Tribute Concert op paasmaandag 20 april 1992, het afscheidsconcert voor de frontman van Queen, die op 24 november 1991 aan de gevolgen van aids overleed. Deze live-uitvoering haalde in het Verenigd Koninkrijk vervolgens de nummer twee-positie in de UK Singles Chart. De royalty's gingen naar de Mercury Phoenix Trust. De Guns N' Roses-versie heeft Dylans uitvoering bij een groter (en jonger) publiek bekendgemaakt.
In Nederland werd de plaat veel gedraaid op Radio 3, werd een gigantische hit en bereikte in zowel de Nederlandse Top 40 als de Nationale Top 100 de nummer 1-positie. In België bereikte de plaat eveneens de nummer 1-positie in de Vlaamse Ultratop 50.
Het nummer was de bestverkochte single van 1992 in Nederland.
Met toestemming van Bob Dylan heeft Ted Christopher, een musicus uit het Schotse Dunblane, een versie met een extra couplet geschreven, ter herinnering aan de zestien leerlingen en hun docent die gedood werden op een basisschool aldaar tijdens de grootste massamoord in de Britse geschiedenis op 13 maart 1996. De broers en zussen van de slachtoffers zingen het refrein, met Mark Knopfler op gitaar. Deze versie werd in het Verenigd Koninkrijk op 9 december uitgebracht en haalde daar de nummer 1-positie in de hitlijsten. De opbrengsten gingen naar drie goede doelen voor kinderen, 'Save the children', 'Childline' en 'Children's hospice association of Scotland'.
De eenvoud van de schepping van Dylan (die sinds de sixties een reputatie als auteur van politieke protestliederen had hoog te houden) laat ruimte voor het duiden van de werkelijke betekenis van het lied, maar Ted Christopher schreef een regelrechte aanklacht tegen wapenbezit.

## Hitnotering
In de Nederlandse Top 40 en de Nationale Top 100 stond de versie van Guns N' Roses genoteerd.

### Nederlandse Top 40
| Hitnotering: 23-05-1992 t/m 19-09-1992 | Hitnotering: 23-05-1992 t/m 19-09-1992 | Hitnotering: 23-05-1992 t/m 19-09-1992 | Hitnotering: 23-05-1992 t/m 19-09-1992 | Hitnotering: 23-05-1992 t/m 19-09-1992 | Hitnotering: 23-05-1992 t/m 19-09-1992 | Hitnotering: 23-05-1992 t/m 19-09-1992 | Hitnotering: 23-05-1992 t/m 19-09-1992 | Hitnotering: 23-05-1992 t/m 19-09-1992 | Hitnotering: 23-05-1992 t/m 19-09-1992 | Hitnotering: 23-05-1992 t/m 19-09-1992 | Hitnotering: 23-05-1992 t/m 19-09-1992 | Hitnotering: 23-05-1992 t/m 19-09-1992 | Hitnotering: 23-05-1992 t/m 19-09-1992 | Hitnotering: 23-05-1992 t/m 19-09-1992 | Hitnotering: 23-05-1992 t/m 19-09-1992 | Hitnotering: 23-05-1992 t/m 19-09-1992 | Hitnotering: 23-05-1992 t/m 19-09-1992 | Hitnotering: 23-05-1992 t/m 19-09-1992 | Hitnotering: 23-05-1992 t/m 19-09-1992 |
| Week                                   | 1                                      | 2                                      | 3                                      | 4                                      | 5                                      | 6                                      | 7                                      | 8                                      | 9                                      | 10                                     | 11                                     | 12                                     | 13                                     | 14                                     | 15                                     | 16                                     | 17                                     | 18                                     |                                        |
| -------------------------------------- | -------------------------------------- | -------------------------------------- | -------------------------------------- | -------------------------------------- | -------------------------------------- | -------------------------------------- | -------------------------------------- | -------------------------------------- | -------------------------------------- | -------------------------------------- | -------------------------------------- | -------------------------------------- | -------------------------------------- | -------------------------------------- | -------------------------------------- | -------------------------------------- | -------------------------------------- | -------------------------------------- | -------------------------------------- |
| Nummer                                 | 26                                     | 8                                      | 4                                      | 2                                      | 2                                      | 2                                      | 1                                      | 1                                      | 1                                      | 2                                      | 4                                      | 6                                      | 10                                     | 13                                     | 19                                     | 22                                     | 28                                     | 36                                     | uit                                    |

### Nationale Top 100
| Hitnotering: 23-05-1992 t/m 17-10-1992 | Hitnotering: 23-05-1992 t/m 17-10-1992 | Hitnotering: 23-05-1992 t/m 17-10-1992 | Hitnotering: 23-05-1992 t/m 17-10-1992 | Hitnotering: 23-05-1992 t/m 17-10-1992 | Hitnotering: 23-05-1992 t/m 17-10-1992 | Hitnotering: 23-05-1992 t/m 17-10-1992 | Hitnotering: 23-05-1992 t/m 17-10-1992 | Hitnotering: 23-05-1992 t/m 17-10-1992 | Hitnotering: 23-05-1992 t/m 17-10-1992 | Hitnotering: 23-05-1992 t/m 17-10-1992 | Hitnotering: 23-05-1992 t/m 17-10-1992 | Hitnotering: 23-05-1992 t/m 17-10-1992 | Hitnotering: 23-05-1992 t/m 17-10-1992 | Hitnotering: 23-05-1992 t/m 17-10-1992 | Hitnotering: 23-05-1992 t/m 17-10-1992 | Hitnotering: 23-05-1992 t/m 17-10-1992 | Hitnotering: 23-05-1992 t/m 17-10-1992 | Hitnotering: 23-05-1992 t/m 17-10-1992 | Hitnotering: 23-05-1992 t/m 17-10-1992 | Hitnotering: 23-05-1992 t/m 17-10-1992 | Hitnotering: 23-05-1992 t/m 17-10-1992 | Hitnotering: 23-05-1992 t/m 17-10-1992 | Hitnotering: 23-05-1992 t/m 17-10-1992 |
| Week                                   | 1                                      | 2                                      | 3                                      | 4                                      | 5                                      | 6                                      | 7                                      | 8                                      | 9                                      | 10                                     | 11                                     | 12                                     | 13                                     | 14                                     | 15                                     | 16                                     | 17                                     | 18                                     | 19                                     | 20                                     | 21                                     | 22                                     |                                        |
| -------------------------------------- | -------------------------------------- | -------------------------------------- | -------------------------------------- | -------------------------------------- | -------------------------------------- | -------------------------------------- | -------------------------------------- | -------------------------------------- | -------------------------------------- | -------------------------------------- | -------------------------------------- | -------------------------------------- | -------------------------------------- | -------------------------------------- | -------------------------------------- | -------------------------------------- | -------------------------------------- | -------------------------------------- | -------------------------------------- | -------------------------------------- | -------------------------------------- | -------------------------------------- | -------------------------------------- |
| Nummer                                 | 37                                     | 13                                     | 5                                      | 3                                      | 2                                      | 1                                      | 1                                      | 1                                      | 1                                      | 4                                      | 7                                      | 8                                      | 13                                     | 15                                     | 16                                     | 18                                     | 19                                     | 23                                     | 36                                     | 42                                     | 57                                     | 89                                     | uit                                    |

### NPO Radio 2 Top 2000
| Nummers met noteringen in de NPO Radio 2 Top 2000 | '99 | '00 | '01 | '02 | '03 | '04 | '05 | '06 | '07 | '08 | '09 | '10 | '11 | '12 | '13 | '14 | '15 | '16 | '17 | '18 | '19 | '20  | '21  | '22  | '23  | '24  |
| ------------------------------------------------- | --- | --- | --- | --- | --- | --- | --- | --- | --- | --- | --- | --- | --- | --- | --- | --- | --- | --- | --- | --- | --- | ---- | ---- | ---- | ---- | ---- |
| Knockin' on Heaven's Door (Bob Dylan)             | 271 | 222 | 393 | 358 | 357 | 264 | 366 | 354 | 237 | 286 | 442 | 388 | 477 | 534 | 473 | 682 | 767 | 782 | 882 | 791 | 997 | 1102 | 1131 | 1450 | 1551 | 1243 |
| Knockin' on Heaven's Door (Eric Clapton)          | -   | -   | -   | -   | -   | -   | -   | -   | -   | -   | -   | -   | -   | -   | -   | -   | -   | -   | -   | -   | -   | 1918 | -    | -    | -    | -    |
| Knockin' on Heaven's Door (Guns N' Roses)         | -   | -   | 100 | 145 | 134 | 121 | 151 | 176 | 271 | 157 | 212 | 175 | 212 | 222 | 226 | 300 | 325 | 264 | 278 | 202 | 198 | 199  | 229  | 243  | 301  | 441  |

1. ↑  Een '-' betekent dat het nummer niet was genoteerd en een vetgedrukt getal geeft de hoogste notering van een nummer aan.

## Voetnoten
Dit artikel of een eerdere versie ervan is een (gedeeltelijke) vertaling van het artikel Knockin' on Heaven's Door op de Engelstalige Wikipedia, dat onder de licentie Creative Commons Naamsvermelding/Gelijk delen valt. Zie de bewerkingsgeschiedenis aldaar.
1. ↑  Deaddisc.com: Pat Garrett
2. ↑  Amazon.com: Luister naar Randy Crawford (00:30). Gearchiveerd op 18 augustus 2023.
3. ↑  No-words.com: Luister naar Roger Waters (04:07) (1.91 MB)
4. ↑  Top 100 van het jaar 1992, samengesteld door Intomart in opdracht van auteursrechtenorganisatie Buma/Stemra op basis van verkoopcijfers. http://megatop50.3fm.nl/jaarlijsten#year=1992
5. ↑  Rcvandam op Tripod.com: Platen voor het goede doel. Gearchiveerd op 13 augustus 2022.
6. ↑  Edlis.org: Dunblane Against Guns. Gearchiveerd op 24 maart 2023.

- Bibliothèque nationale de France: cb178067017 (data)
- MusicBrainz work: 4195adde-cfcf-3cc5-ab3f-405a9fdca8a9
- Virtual International Authority File: 3751155769090627880003